# Potentilla indica

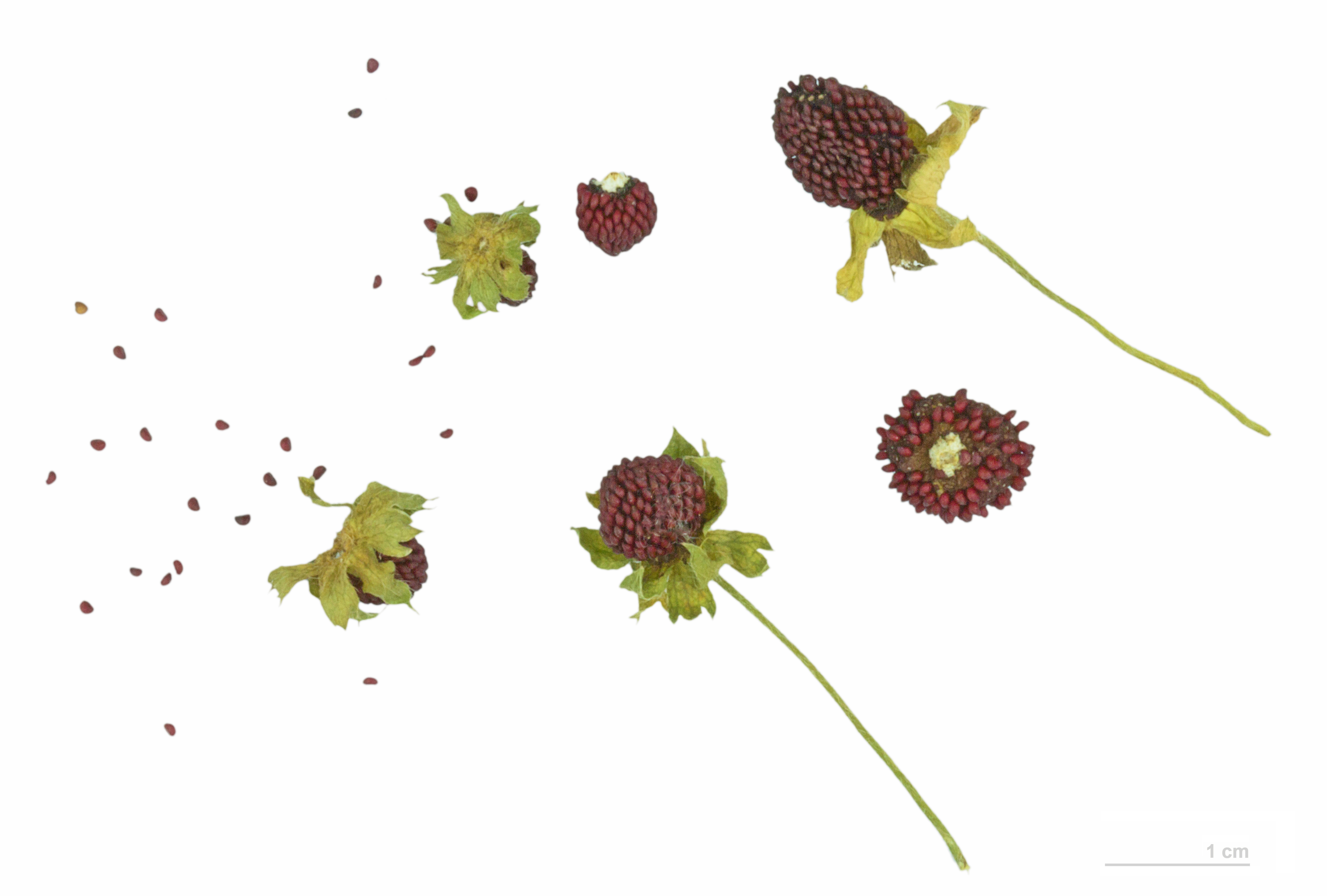
Duchesnea indica

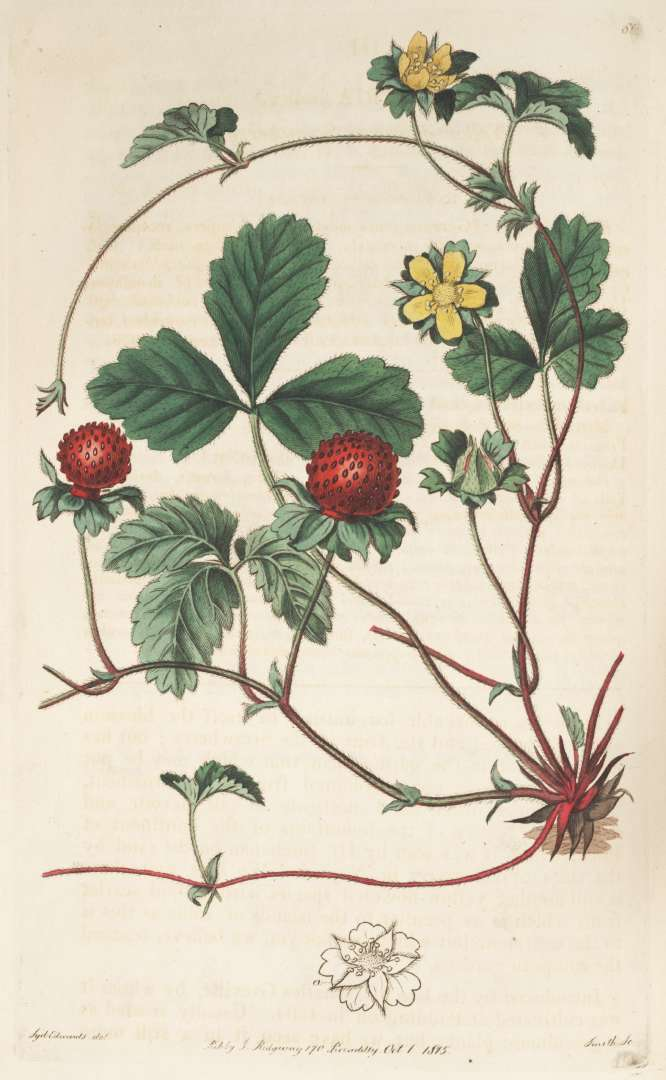
Ilustración

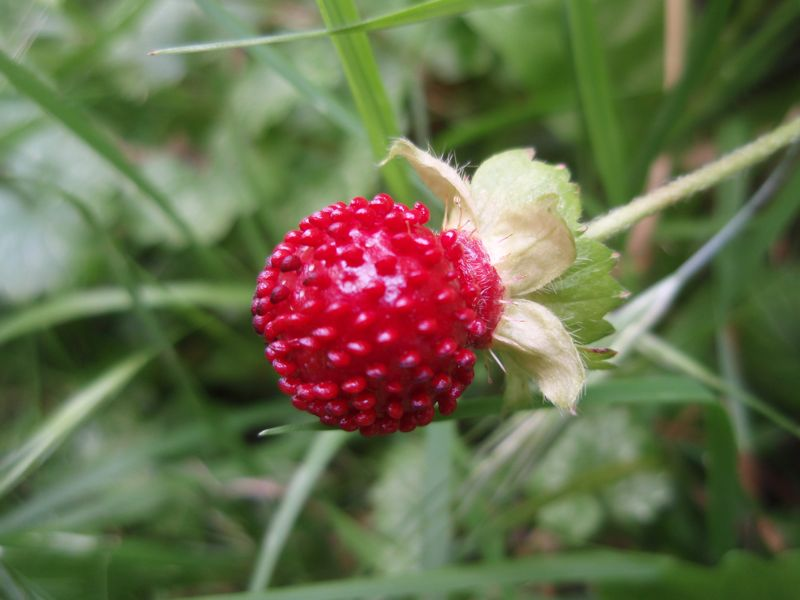
Fruto

Potentilla indica, la falsa fresa o fresa india es una planta herbácea perenne de la familia Rosaceae que aunque el follaje y la fruta son similares, no es una verdadera fresa y se puede distinguir perfectamente por sus flores amarillas en comparación con la verdadera fresa que las tiene blancas o rosadas.

## Descripción
Las hojas son trifoliadas y de color verde oscuro. Las flores son amarillas. Los frutos, en realidad falsos frutos llamados eterios, son el receptáculo carnoso y engrosado de color rojo intenso, parecido a una fresa, pero esférico -la fresa es cónica- en cuya superficie sostiene unos aquenios, también de color rojo, que son los verdaderos frutos. Estos se desprenden fácilmente a la madurez y queda el receptáculo desnudo. Su sabor es dulce, pero insípido.

## Distribución
Es nativa del este y sur de Asia, pero se cultiva en otras zonas como planta ornamental. En varias regiones está considerada como especie invasora.

## Taxonomía
Potentilla indica fue descrita por  (Andrews) Th.Wolf y publicado en Synopsis der Mitteleuropäischen Flora 6(1[34,35]): 661. 1904.
Etimología
Potentílla: nombre genérico que deriva del latín postclásico potentilla, -ae de potens, -entis, potente, poderoso, que tiene poder; latín -illa, -illae, sufijo de diminutivo–. Alude a las poderosas presuntas propiedades tónicas y astringentes de esta planta.
indica: epíteto latíno que significa "de la India".
Sinonimia
- Duchesnea indica var. major Makino
- Potentilla wallichiana Ser. in DC., 1825
- Potentilla denticulosa Ser. in DC., 1825
- Fragaria roxburghii Wight & Arn., 1839
- Fragaria nilagirica Zenker, 1835
- Fragaria malayana Roxb., 1814
- Duchesnea major (Makino) Makino, 1921
- Duchesnea fragiformis D.Don, 1825
- Potentilla indica (Andrews)
- Fragaria indica Andrews, 1897
- Duchesnea fragarioides Sm. (enlace roto disponible en Internet Archive; véase el historial, la primera versión y la última).
- Duchesnea fragiformis Sm.
- Fragaria arguta Lindl.
- Fragaria indica Jacks.
- Potentilla denticulosa Ser.
- Potentilla durandii Torr. & A.Gray
- Potentilla fragariifolia Klotzsch
- Potentilla trifida Lehm.[3]